# 손

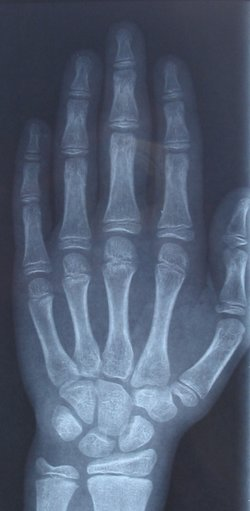
사람 손의 뼈를 보여 주는 엑스선의 사진이다.

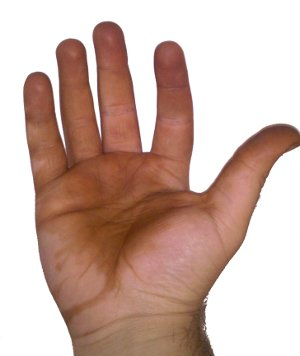
인간의 손.

손은 사람이나 영장류 몸의 한 부분이다. 다섯개의 손가락과 손톱, 손금, 더 작게는 지문으로 구성되어 있다. 일반적으로 인간은 두 손을 가지고 있다. 손은 물건을 집거나 던질 때 사용된다. 손으로 도구를 사용하기도 하는데 이렇게 하면 여러 가지 생활에 편리를 가져오게 된다.
등뼈동물의 앞다리 맨 끝 부분인 손은 손목, 손바닥, 손가락을 이루고 있다. 특히 젖먹이 동물에서 이러한 특징을 손쉽게 찾아 볼 수 있다. 원숭이와 같이 나무에 오르는 동물은 손가락이 길고, 손가락 끝 부분을 보호하는 손톱을 볼 수 있다. 고래, 바다사자의 손은 땅 위의 젖먹이 동물과 같지만 퇴화하여 물고기의 지느러미와 비슷한 다리인 기각(鰭脚)을 가지고 있다. 포유류의 앞발에 해당된다.
인간의 손에는 일반적으로 다섯 개의 손가락이 있다. (네 개의 손가락과 한 개의 엄지손가락) 이것들은 종종 다섯 손가락으로 통칭되지만 엄지 손가락은 손가락 중 하나로 포함된다. 종자골을 제외하고 27개의 뼈로 구성되어 있으며 그 수는 사람마다 다르며 그 중 14개는 손가락과 엄지손가락의 지골(근위, 중간, 원위)이다. 중수골은 손가락과 손목의 수근골을 연결한다. 각 인간의 손에는 5개의 중수골과 8개의 수근골이 있다.
손가락은 신체에서 가장 밀도가 높은 신경 말단 부위를 포함하고 있으며 촉각 피드백의 가장 풍부한 원천이다. 이는 또한 신체의 위치 결정 능력이 가장 뛰어나다. 따라서 촉각은 손과 밀접하게 연관되어 있다. 다른 한 쌍의 기관(눈, 발, 다리)과 마찬가지로 각 손은 반대쪽 뇌 반구에 의해 지배적으로 제어되므로 연필로 쓰는 것과 같은 한 손 활동에 선호되는 손 선택은 개인의 뇌 기능을 반영한다.
인간에게 손은 신체 언어와 수화에서 중요한 기능을 수행한다. 마찬가지로, 두 손의 10자리 숫자와 (엄지 손가락으로 만질 수 있는) 네 손가락의 12지골이 수 체계와 계산 기술을 탄생시켰다.

## 손의 구조
손은 다음과 같은 구조를 가진다.

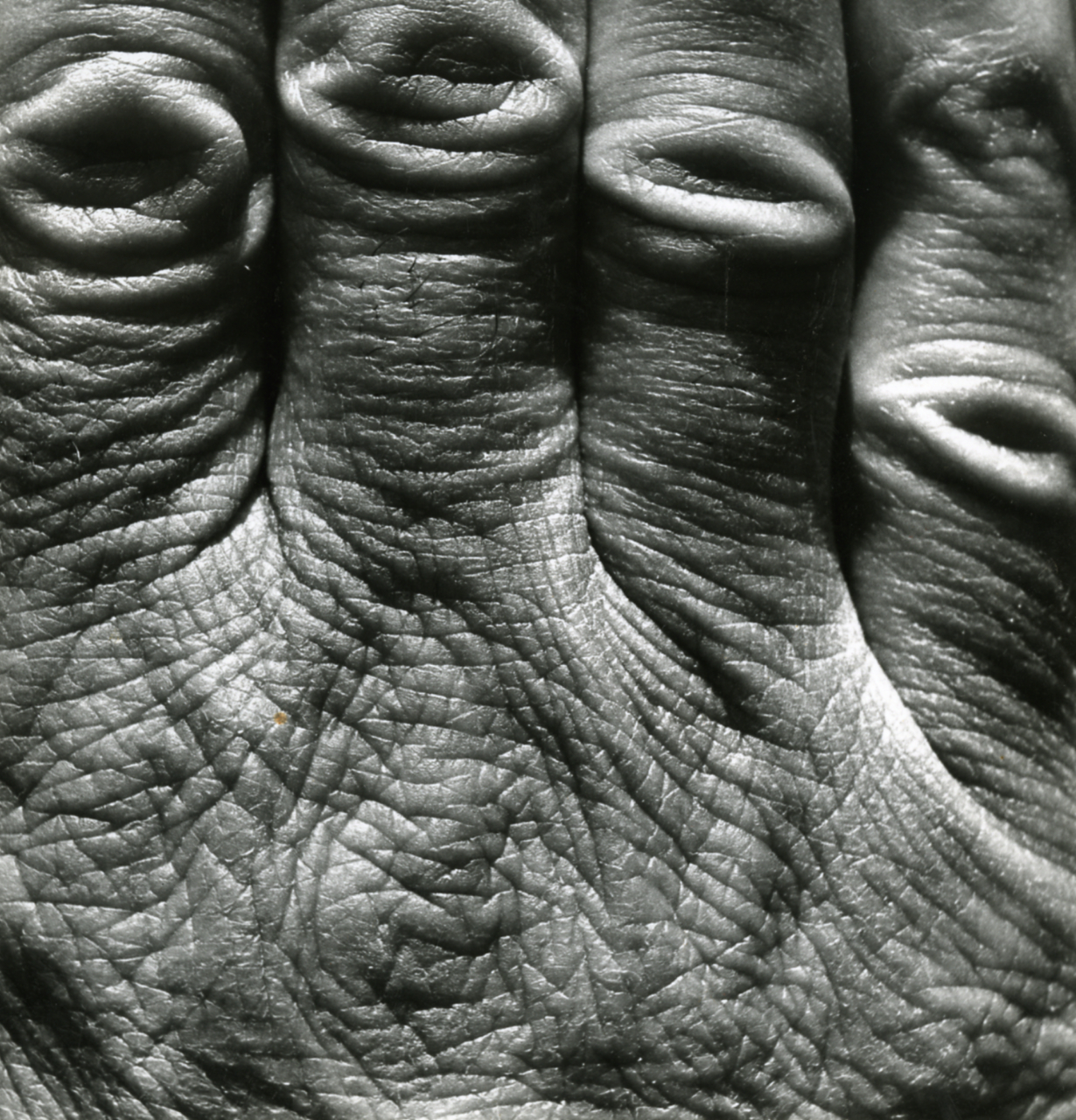
손, Paolo Monti

- 뼈: 손의 형태와 안정성을 제공하는 딱딱한 조직이다.
- 수지골: 손가락 뼈를 가리킨다.
- 중수골: 손 뼈를 가리킨다.
- 수근골: 손목 뼈를 가리킨다.
- 관절: 뼈들이 만나는 곳으로, 운동을 가능하게 만들어 준다.
- 인대: 뼈와 뼈를 이어 주고 관절을 안정시키는 부드러운 조직이다.
- 근육: 손이 움직이도록 수축과 이완을 되풀이하는 부드러운 조직이다.
- 활액막: 관절 안쪽에 액체를 만들어 움직임을 원활하게 한다.
- 수장판: 관절을 안정시키고 손가락이 뒤로 접히는 것을 막아 주는 딱딱한 조직이다.
- 건: 근육과 뼈를 이어 주는 선 모양의 부드러운 조직이다.
- 건 덮개: 액체로 채워진 관으로 건을 둘러싸며 건을 보호한다.
- 혈관: 손에 피를 운반한다.
- 수장 근막: 손바닥을 안정시키는 단단하고도 부드러운 조직층이다.
- 신경: 신호를 주고 받으며 감각을 느끼고 움직임을 조절한다.

### 뼈대

손 골격의 주요 부위

사람의 손뼈는 크게 보아 다음과 같이 구분할 수 있다.
- 손목뼈: 8개의 작은 뼈들이 두 줄로 늘어서 있다.
- 손허리뼈: 원래 발의 잘록하게 들어간 부분을 발허리라고 부르는데에서 유래한 이름으로, 손에는 허리가 없지만 발허리뼈에 대응하는 뼈들을 손허리뼈라고 한다.
- 손가락뼈: 영장류의 손에는 모두 다섯 개의 손가락이 있으며 굵고 짧은 한 개의 엄지와 가늘고 긴 네 개의 손가락으로 이루어져 있다. 엄지를 제외한 네 손가락의 뼈들은 세 부분으로 나뉘는데, 아래쪽부터 첫마디뼈, 중간마디뼈, 끝마디뼈라고 부른다. 엄지에는 중간마디뼈가 없다.

#### 손뼈
- 손뼈 54개
  - 손목뼈(수근골, 완골 carpal bone) 16개
    - 손배뼈(주상골, scaphoid) 2개
    - 반달뼈(월상골, lunate) 2개
    - 세모뼈(삼각골, triquetrum) 2개
    - 콩알뼈(두상골, pisiform) 2개
    - 큰마름뼈(대능형골, trapezium) 2개
    - 작은마름뼈(소능형골, trapezoid) 2개
    - 알머리뼈(유두골, capitate) 2개
    - 갈고리뼈(유구골, hamate) 2개

  - 손허리뼈(중수골, metacarpal bone) 10개
  - 손가락뼈(지골, phalanges) 28개

## 참고 문헌
- <손의 비밀> 출판사: 정한책방 출간일 : 2015.10.15 ISBN 979-11-954650-0-2

## 같이 보기
- 손금 보기 (수상술)
- 손발톱
- 거스러미
- 피문학(영어판)